# Parazoma hypobasis
Parazoma hypobasis là một loài bướm đêm trong họ Geometridae.